# The Restoration (film 1912)
The Restoration è un cortometraggio muto del 1912 scritto e diretto da Fred J. Balshofer per la Bison Motion Pictures, che aveva come interpreti Walter Edwards ed Enid Markey.

## Produzione
Il film fu prodotto dalla Bison Motion Pictures.

## Distribuzione
Distribuito dall'Universal Film Manufacturing Company, il film - un cortometraggio in una bobina - uscì nelle sale cinematografiche USA il 6 luglio 1912.